# Trans-Europe Express
Trans-Europe Express is een album van de Duitse groep Kraftwerk uitgebracht in 1977. Er werd gelijktijdig een Duitstalige versie uitgebracht met de naam Trans Europa Express. Het in een thema-album gebaseerd op het sneltreinnetwerk Trans Europ Express (TEE).

## Nummers

### Engelse versie
1. "Europe Endless" – 9:35
2. "The Hall of Mirrors" – 7:50
3. "Showroom Dummies" – 6:10
4. "Trans-Europe Express" – 6:40
5. "Metal on Metal" – 6:52
6. "Franz Schubert" – 4:25
7. "Endless Endless" – 0:55

### Duitse versie
1. "Europa Endlos" – 9:41
2. "Spiegelsaal" – 7:56
3. "Schaufensterpuppen" – 6:17
4. "Trans Europa Express" – 6:36
5. "Metall auf Metall" – 1:46
6. "Abzug" – 5:18
7. "Franz Schubert" – 4:25
8. "Endlos Endlos" – 0:45

### Franse versie
1. "Europe Endless" – 9:35
2. "Hall of Mirrors" – 7:50
3. "Les Mannequins" – 6:10
4. "Trans-Europe Express" – 6:40
5. "Metal on Metal" – 6:52
6. "Franz Schubert" – 4:25
7. "Endless Endless" – 0:45

## Trivia
- Het nummer "Trans-Europe Express" vloeit naadloos over in "Metal on Metal". Dit begint met een stuk percussie en herhaalt dan de melodie van "Trans-Europe Express". Het geheel is dan 13:32 lang. In de Duitstalige versie werd "Metall auf Metall" opgesplitst in twee nummers. Hierbij wordt in "Abzug" de melodie van "Trans Europa Express" herhaald.
- De Engelse versie van het album werd uitgebracht in een kleurenhoes; de Duitse versie in een monochrome hoes.[bron?]
- Trans-Europe Express staat in de The 500 Greatest Albums of All Time op de 253e plaats. Het is de enige productie uit een niet-Engelssprekend land die in deze lijst staat.

## Gebruikte instrumenten
- Eventide FL-201 Instant Flanger[1]
- Synthanorma Sequenzer[2]
- Minimoog
- ARP Odyssey
- Vako Orchestron